# The Charade
The Charade är en singel från 2010 av den amerikanske musikern Serj Tankian. Låten finns med på albumet Elect the Dead Symphony, inspelat tillsammans med Auckland Philharmonia Orchestra, fast då i en annorlunda och något längre version jämfört med singelversionen. Låten ryktades redan 2004 komma med på ett av System of a Downs då kommande album (Mezmerize/Hypnotize), vilket senare visade sig vara ett falskt rykte. "The Charade" kom istället med på Axis of Justices debutalbum Axis of Justice: Concert Series Volume 1, då under namnet "Charades".

## Låtlista
Alla låtar är skrivna och komponerade av Serj Tankian, om inte annat anges. 
| Nr | Titel                      | Längd |
| -- | -------------------------- | ----- |
| 1. | The Charade (Rock Version) | 3:32  |
| 2. | Empty Walls (Live-version) | 3:57  |
| 3. | Sky Is Over (Live-version) | 3:08  |
| 4. | The Charade (Live-version) | 4:30  |

| 1. | The Charade | 3:32 |

| 1. | The Charade (Rock Version)     | 3:34 |
| 2. | The Charade (Symphony Version) | 4:30 |